# Rostov del Don
Rostov del Don (en ruso Росто́в-на-Дону́, Rostóv-na-Donú) es una ciudad de Rusia. Es la capital del óblast de Rostov (en el suroeste de la Rusia europea) y del distrito federal del Sur. Su población es de 1 133 307 habitantes en 2019.
Por Rostov pasa el río Don, cerca de su desembocadura al mar de Azov, es un importante centro comercial, industrial y de transporte. Se comunica con el mar de Azov por un profundo canal, y con los mares Caspio, Báltico y Blanco por medio del canal Volga-Don. Además un oleoducto une la ciudad con los campos de petróleo del Cáucaso.
Algunas de sus industrias son las de construcción de barcos y la manufactura de productos químicos, maquinaria agrícola, equipamiento eléctrico y materiales de construcción. En Rostov del Don tienen su sede varias instituciones de educación superior, entre ellas tres universidades.

## Historia

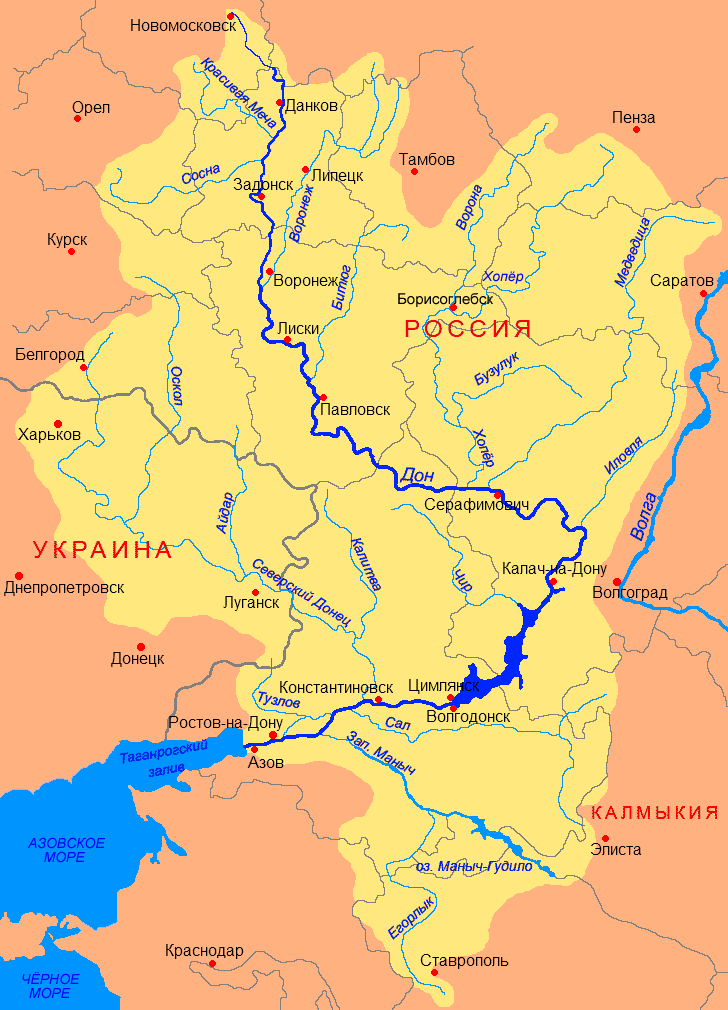
Mapa en ruso del río Don en el que aparece Rostov del Don (Ростов-на-Дону), cerca de su desembocadura

La desembocadura del río Don ha sido de gran importancia comercial y cultural desde la antigüedad. Es el lugar de la colonia griega de Tanais, de la fortaleza genovesa de Tana, y de la fortaleza turca de Azov. (Ver el artículo sobre Azov para obtener información detallada sobre esos asentamientos).

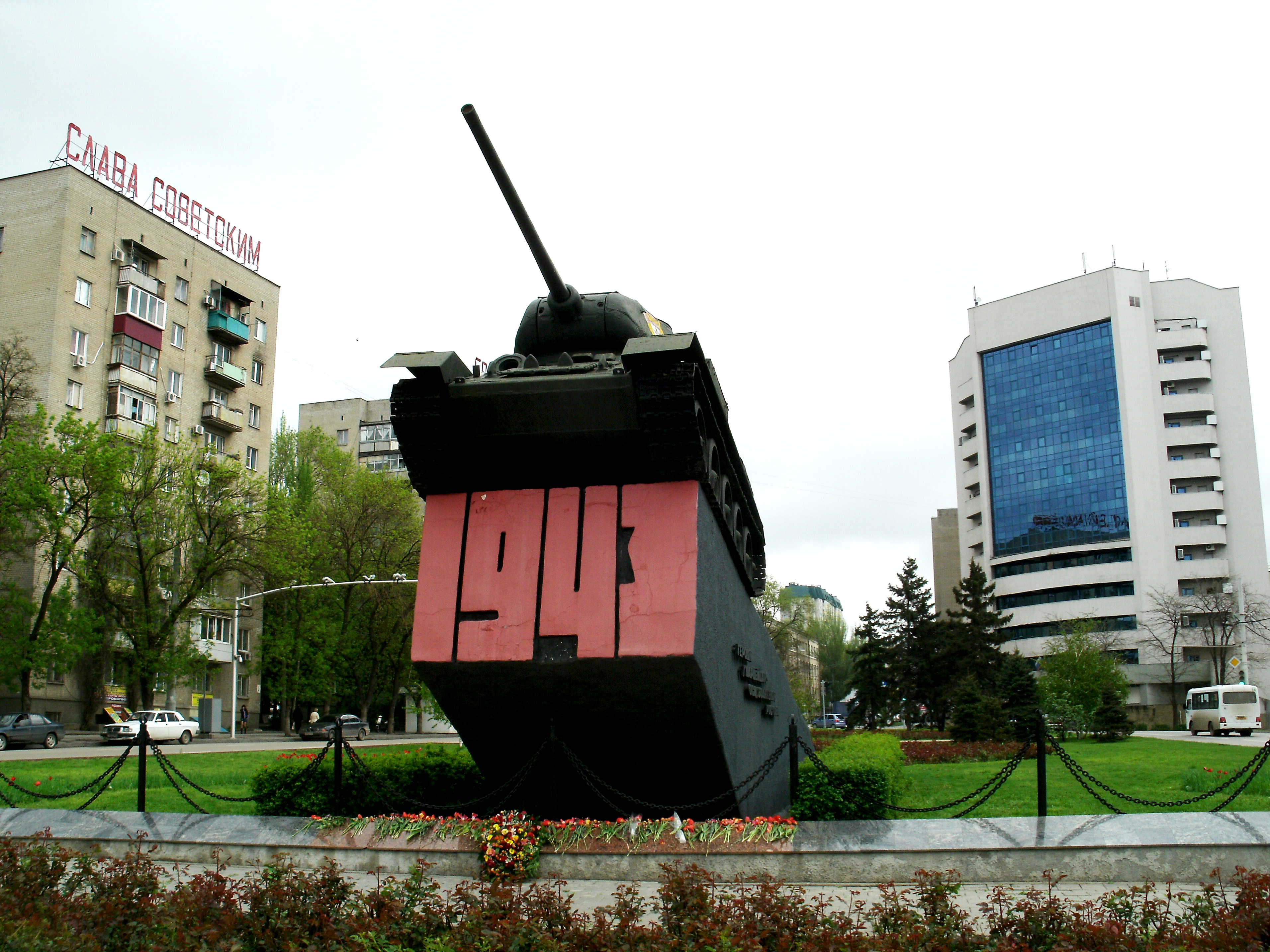
Monumento que conmemora la liberación de Rostov en 1943 de los nazis.

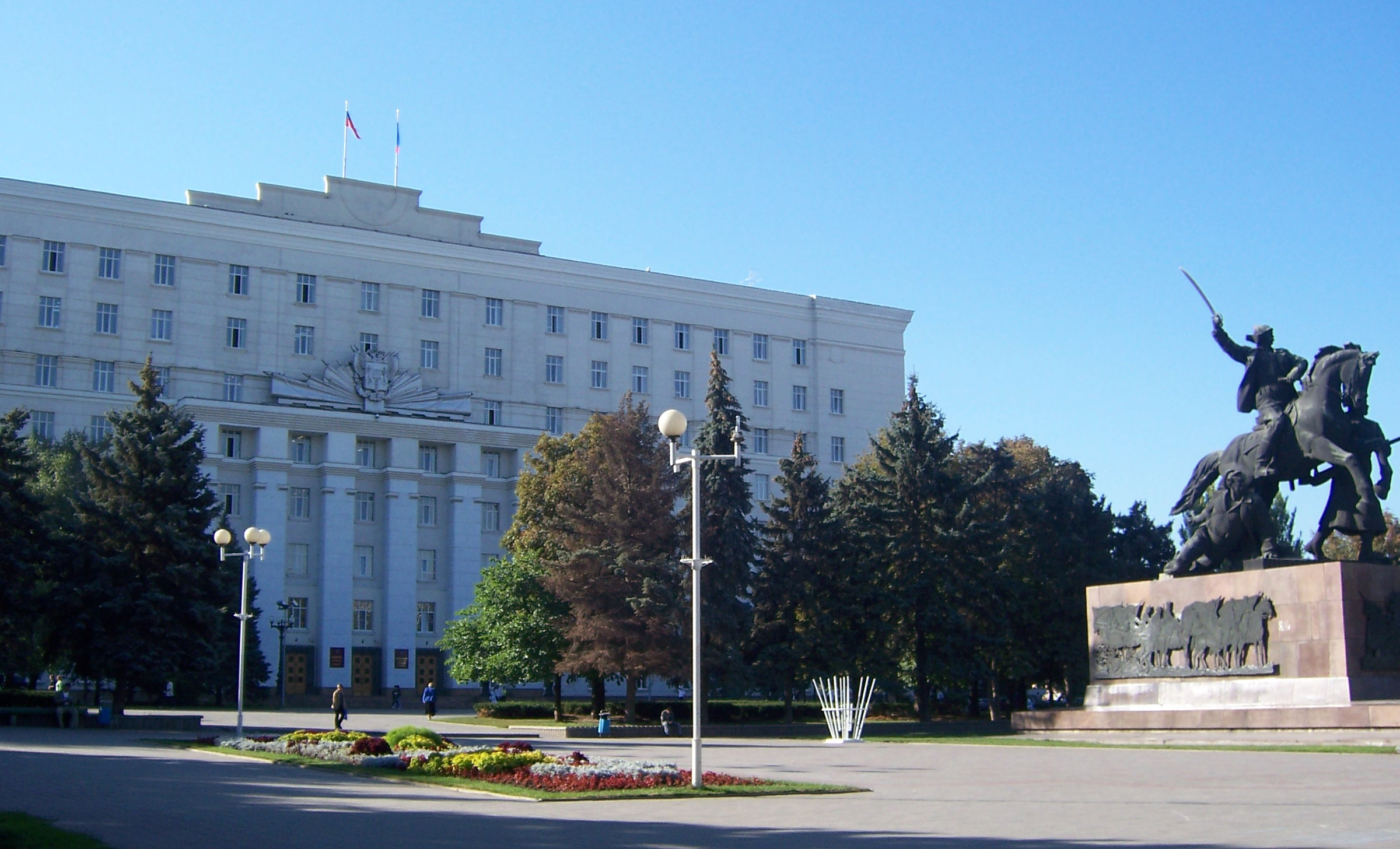
Edificio administrativo del óblast de Rostov.

Rostov fue establecido en 1749, como una casa de aduanas construida en el Temernik (un afluente del río Don), que pronto se convirtió en una gran fortaleza. Fue llamada así por san Demetrio de Rostov, un obispo recién glorificado de la antigua ciudad norteña de Rostov la Grande. Como Azov disminuyó gradualmente, un asentamiento cerca de la nueva fortaleza sustituyó en importancia como principal centro comercial de la región. En 1756 se creó la "Compañía comercial y de intercambio rusa de Constantinopla" y se estableció un asentamiento en la alta cuenca del Don conocido como "Kupécheskaya Slobodá" (Asentamiento de los comerciantes). En 1796 esta localidad alcanzó el rango de ciudad y pasó a denominarse Rostov del Don, con el fin de distinguirla de su antiguo nombre.
El río Don que da nombre a la ciudad, es una de las principales vías de transporte marítimo que conecta el suroeste de Rusia con las regiones al norte, de esta vía Rostov es un importante puerto fluvial, orientado a la industria y al transporte marítimo de pasajeros. Con una buena situación geográfica, la ciudad creció rápidamente. 
Entre 1860 y 1887 se construyó la enorme Catedral de la Virgen de la Natividad (1860-87), diseñada por Konstantín Ton, aún existente en nuestros días.

### SigloXXy época soviética

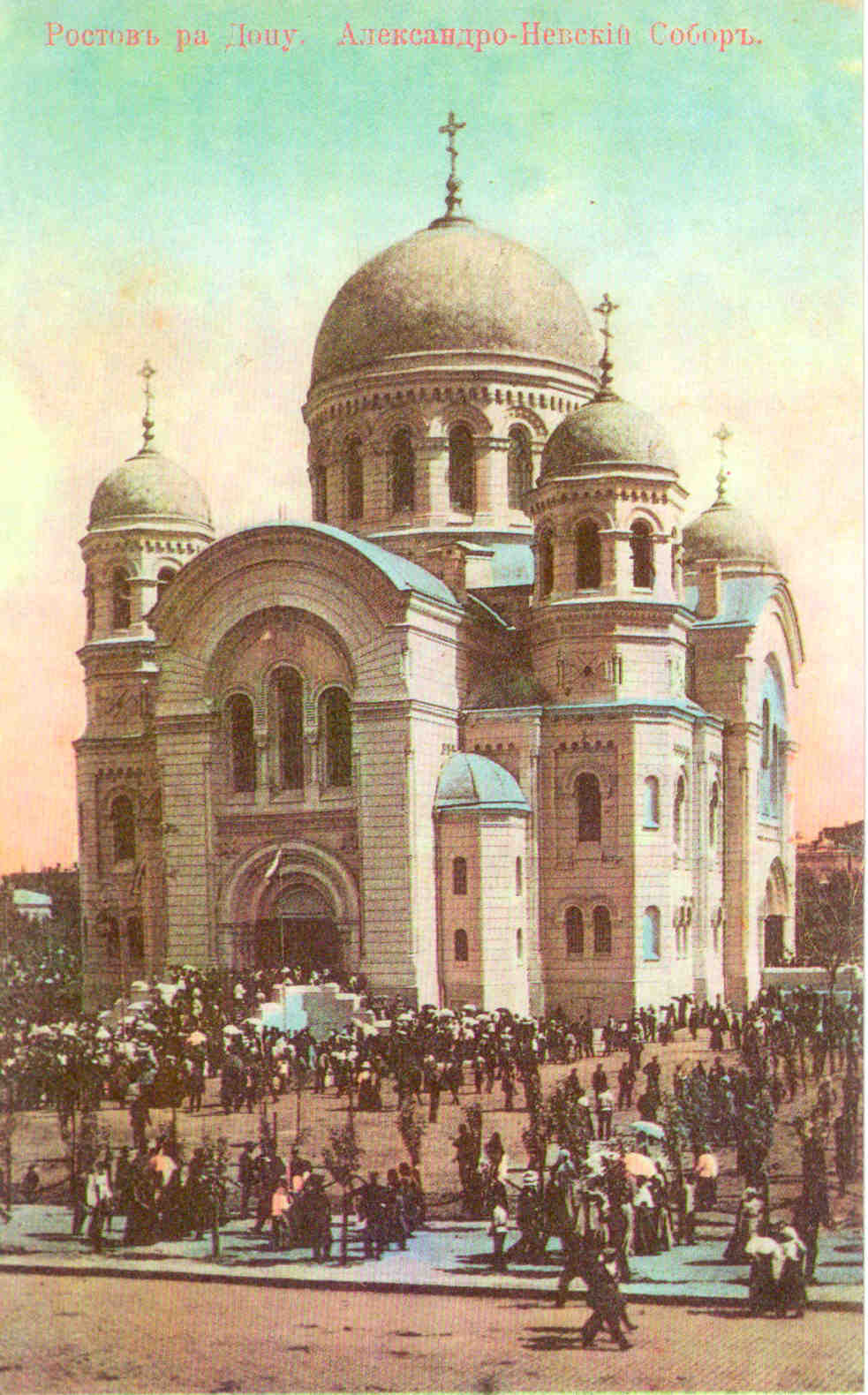
Catedral de Alejandro Nevsky, 1908

Como la ciudad más industrializada del sur de Rusia, durante la guerra civil rusa fue un punto de discordia entre los mencheviques y los bolcheviques. En 1928, el gobierno regional se trasladó de la antigua capital de los cosacos Novocherkask a Rostov del Don, que se anexionó la cercana ciudad armenia de Nor Najicheván.
En la época soviética, los bolcheviques demolieron dos de los principales monumentos de Rostov, la Catedral de Alejandro Nevsky (1908) y la Catedral de San Jorge en Najicheván (1783-1807). Durante la Segunda Guerra Mundial, gran parte de la ciudad quedó reducida a escombros por las fuerzas alemanas que la ocuparon en dos ocasiones, en 1941 y 1942. En este último año, hasta 30 000 rusos de origen judío fueron masacrados por las milicias alemanas en un sitio llamado Zmievskaya Balka.
La ciudad también se hizo lamentablemente conocida por ser allí donde vivía Andréi Chikatilo, apodado el carnicero de Rostov, el cual asesinó al menos a 53 personas entre 1978 y 1992, considerado como el mayor asesino en serie que existió en la Unión Soviética.

### SigloXXI
Al igual que la economía rusa, Rostov del Don ha experimentado un considerable crecimiento económico en los últimos años. Numerosas empresas de reciente creación han establecido su sede en la ciudad, el ingreso medio está aumentando, y la ciudad está pasando de ser un lugar marcado por el retraso y pobreza que trajo la disolución de la URSS, a un centro industrial moderno y tecnológico.
En 2018 Rostov del Don acogió varios partidos de la Copa Mundial de Fútbol celebrada en Rusia.
El 23 junio de 2023, y hasta el 24, la ciudad fue ocupada por tropas del Grupo Wagner durante su rebelión contra el Gobierno ruso.

## Clima
Rostov del Don tiene un clima continental húmedo de veranos cálidos sin estación seca. La temperatura suele alcanzar hasta 37 °C en verano y -16 °C en invierno.
Sus inviernos son fríos pero no tan rigurosos como los de otras ciudades rusas en Europa como Moscú, Vólogda y Kazán, ya que la temperatura puede sobrepasar el punto de congelación e incluso llover, a diferencia de estas ciudades donde es en extremo raro que llueva en invierno y la nieve no se derrite hasta abril.
| Parámetros climáticos promedio de Rostov del Don (1991-2020) | Parámetros climáticos promedio de Rostov del Don (1991-2020) | Parámetros climáticos promedio de Rostov del Don (1991-2020) | Parámetros climáticos promedio de Rostov del Don (1991-2020) | Parámetros climáticos promedio de Rostov del Don (1991-2020) | Parámetros climáticos promedio de Rostov del Don (1991-2020) | Parámetros climáticos promedio de Rostov del Don (1991-2020) | Parámetros climáticos promedio de Rostov del Don (1991-2020) | Parámetros climáticos promedio de Rostov del Don (1991-2020) | Parámetros climáticos promedio de Rostov del Don (1991-2020) | Parámetros climáticos promedio de Rostov del Don (1991-2020) | Parámetros climáticos promedio de Rostov del Don (1991-2020) | Parámetros climáticos promedio de Rostov del Don (1991-2020) | Parámetros climáticos promedio de Rostov del Don (1991-2020) |
| Mes                                                          | Ene.                                                         | Feb.                                                         | Mar.                                                         | Abr.                                                         | May.                                                         | Jun.                                                         | Jul.                                                         | Ago.                                                         | Sep.                                                         | Oct.                                                         | Nov.                                                         | Dic.                                                         | Anual                                                        |
| ------------------------------------------------------------ | ------------------------------------------------------------ | ------------------------------------------------------------ | ------------------------------------------------------------ | ------------------------------------------------------------ | ------------------------------------------------------------ | ------------------------------------------------------------ | ------------------------------------------------------------ | ------------------------------------------------------------ | ------------------------------------------------------------ | ------------------------------------------------------------ | ------------------------------------------------------------ | ------------------------------------------------------------ | ------------------------------------------------------------ |
| Temp. máx. abs. (°C)                                         | 15.0                                                         | 19.8                                                         | 26.0                                                         | 33.6                                                         | 35.6                                                         | 38.4                                                         | 40.2                                                         | 40.1                                                         | 38.1                                                         | 31.0                                                         | 25.0                                                         | 18.5                                                         | 40.2                                                         |
| Temp. máx. media (°C)                                        | -0.1                                                         | 1.2                                                          | 7.8                                                          | 16.7                                                         | 22.9                                                         | 27.5                                                         | 30.2                                                         | 29.6                                                         | 23.1                                                         | 15.2                                                         | 6.6                                                          | 1.4                                                          | 15.2                                                         |
| Temp. media (°C)                                             | -3.0                                                         | -2.3                                                         | 3.1                                                          | 10.8                                                         | 17.0                                                         | 21.6                                                         | 24.0                                                         | 23.3                                                         | 17.1                                                         | 10.3                                                         | 3.1                                                          | -1.3                                                         | 10.3                                                         |
| Temp. mín. media (°C)                                        | -5.2                                                         | -5.0                                                         | -0.3                                                         | 6.1                                                          | 11.3                                                         | 15.7                                                         | 17.9                                                         | 17.5                                                         | 12.1                                                         | 6.5                                                          | 0.4                                                          | -3.6                                                         | 6.1                                                          |
| Temp. mín. abs. (°C)                                         | -31.9                                                        | -30.9                                                        | -28.1                                                        | -10.4                                                        | -4.3                                                         | -0.1                                                         | 7.6                                                          | 2.6                                                          | -4.6                                                         | -10.4                                                        | -25.1                                                        | -28.5                                                        | -31.9                                                        |
| Precipitación total (mm)                                     | 58                                                           | 48                                                           | 50                                                           | 38                                                           | 58                                                           | 59                                                           | 50                                                           | 43                                                           | 43                                                           | 48                                                           | 51                                                           | 58                                                           | 604                                                          |
| Nevadas (cm)                                                 | 5                                                            | 7                                                            | 4                                                            | 0                                                            | 0                                                            | 0                                                            | 0                                                            | 0                                                            | 0                                                            | 0                                                            | 0                                                            | 2                                                            | 18                                                           |
| Días de lluvias (≥ 1 mm)                                     | 11                                                           | 10                                                           | 12                                                           | 13                                                           | 14                                                           | 13                                                           | 11                                                           | 9                                                            | 10                                                           | 11                                                           | 15                                                           | 13                                                           | 142                                                          |
| Días de nevadas (≥ 1 mm)                                     | 16                                                           | 15                                                           | 9                                                            | 1                                                            | 0.1                                                          | 0                                                            | 0                                                            | 0                                                            | 0                                                            | 1                                                            | 6                                                            | 14                                                           | 62.1                                                         |
| Horas de sol                                                 | 64                                                           | 82                                                           | 128                                                          | 189                                                          | 265                                                          | 286                                                          | 314                                                          | 293                                                          | 240                                                          | 159                                                          | 64                                                           | 38                                                           | 2122                                                         |
| Humedad relativa (%)                                         | 84                                                           | 81                                                           | 76                                                           | 66                                                           | 63                                                           | 64                                                           | 61                                                           | 59                                                           | 67                                                           | 75                                                           | 84                                                           | 86                                                           | 72.2                                                         |
| Fuente n.º 1: Погода и климат                                |                                                              |                                                              |                                                              |                                                              |                                                              |                                                              |                                                              |                                                              |                                                              |                                                              |                                                              |                                                              |                                                              |
| Fuente n.º 2: NOAA (Horas de sol, 1961-1990)                 |                                                              |                                                              |                                                              |                                                              |                                                              |                                                              |                                                              |                                                              |                                                              |                                                              |                                                              |                                                              |                                                              |

## Demografía
Según el censo ruso de 2021, Rostov del Don tenía una población de 1 142 162 habitantes, lo que la convertía en la undécima ciudad más poblada de Rusia.En el censo anterior, en el de 2010, la distribución étnica de la población, que en aquel momento era de 1 066 523 habitantes, era la siguiente:
| Etnicidad   | Población | Porcentaje |
| ----------- | --------- | ---------- |
| Rusos       | 960 883   | 90.1%      |
| Armenios    | 41 553    | 3.4%       |
| Ucranianos  | 16 249    | 1.5%       |
| Azeríes     | 6 739     | 0.6%       |
| Tártaros    | 5 291     | 0.5%       |
| Georgianos  | 3 960     | 0.4%       |
| Bielorrusos | 2 874     | 0.3%       |
| Coreanos    | 2 792     | 0.3%       |
| Otros       | 26 182    | 2.5%       |

## Educación y cultura
Rostov del Don posee numerosas universidades e institutos de enseñanza superior, así como una Alianza Francesa, un Consejo Británico, tres organismos alemanes, Goethe, DAAD y la Fundación Bosch y un centro de investigaciones estadounidense en su biblioteca pública.

## Deporte
Dos clubes de fútbol profesionales tienen su sede en Rostov. Tanto el FC Rostov como el FC SKA Rostov juegan en la Primera División. El SKA ha tenido cierto éxito en la Copa de la UEFA. Hasta 2009, la ciudad contaba con un equipo en la Superliga de baloncesto de Rusia, el Lokomotiv de Rostov. Sin embargo, actualmente este equipo de baloncesto se ha trasladado a Krasnodar, adoptando el nombre de Lokomotiv Kuban. El equipo de balonmano de Rostov del Don juega en el Campeonato de Rusia de Balonmano. La ciudad será una de las sedes de la Copa Mundial de Fútbol de 2018.
En Rostov del Don fue donde nació Savielly Tartakower, uno de los principales ajedrecistas del siglo XX.

### Campeonato Mundial de Fútbol-2018 en Rostov del Don
En 2018 Rostov del Don fue una de las ciudades de Rusia que acogió el Campeonato Mundial del Fútbol. El estadio «Rostov-Arena» para 45 000 espectadores está construido en la orilla izquierda del Don en la salida de la ciudad por el puente Voroshílovski.
El estadio fue sede de cinco partidos del Mundial.
- 17 de junio, 21:00, Brasil — Suiza, Grupo E
- 20 de junio, 18:00, Uruguay — Arabia Saudita, Grupo A
- 23 de junio, 18:00, Corea del Sur — México, Grupo F
- 26 de junio, 21:00, Islandia — Croacia, Grupo D
- 2 de julio, 21:00, 1/8 de final

## División administrativa
La ciudad está dividida en 8 raiones o distritos:
- Raión de Voroshílov (Ворошиловский район).
- Raión Zheleznodorozhni (Железнодорожный район).
- Raión de Kírov (Кировский район)
- Raión de Lenin (Ленинский район)
- Raión de Oktiabr (Октябрьский район)
- Raión Pervomaiski (Первомайский район)
- Raión Proletarski (Пролетарский район)
- Raión Sovetski (Советский район)

## Lugares
- Catedral de la Ascensión (Rostov del Don)
- Iglesia de San Serafín de Sarov

## Hermanamientos
La ciudad esta hermanada con las siguientes ciudades:
- Moscú (Rusia)
- Odesa (Ucrania)
- Lugansk (Ucrania)
- Donetsk (Ucrania)
- Antalya (Turquía)
- Cheongju (Corea del Sur)
- Dortmund (Alemania)
- Ereván (Armenia)
- Glasgow (Escocia)
- Gera (Alemania)
- Kajaani (Finlandia)
- Le Mans (Francia)
- Mobile (Estados Unidos)
- Pleven (Bulgaria)
- Toronto (Canadá)
- Volos (Grecia)
- Gómel (Bielorrusia)
- Oral (Kazajistán)
- Sevilla (España)